# Xian de Luzhai
Le xian de Luzhai (鹿寨县 ; pinyin : Lùzhài Xiàn) est un district administratif de la région autonome du Guangxi en Chine. Il est placé sous la juridiction de la ville-préfecture de Liuzhou.

## Démographie
La population du district était de 463 205 habitants en 1999,et la population du district était de 421 019 habitants en 2010, dont 48.99 % de Zhuang, groupe ethnique principalement concentré dans cette région.